# Битва за Хунзах (1589)
Нашествие Тунджалава на Аварское ханство (1578) — вооружённое столкновение, произошедшее в 1589 году между войсками кумыков под предводительством Тунджалава и аварцев за контроль над аулом Хунзах. Закончилась победой Шамхальства и захватом Аварского ханства.

## Исторический контекст
В конце XVI века на Северном Кавказе обострилась борьба между кумыкскими и аварскими политическими образованиями за влияние в регионе. Хунзах был важным политическим, экономическим и культурным центром Аварии.

## Участники
- Кумыкская сторона: войска шамхала Тарковского и союзников, включая Эндиреевское княжество.
- Аварская сторона: войска аварских нуцалов и горных сообществ.

## Ход битвы
В 1589 году кумыкские войска предприняли наступательную операцию на Хунзах с целью захвата стратегически важного центра. По историческим сведениям и местным преданиям, кумыки одержали победу и временно установили контроль над Хунзахом.

## Последствия
Аварское ханство становится зависимым от Тарковского Шамхальства. Тунджалав в «Нусрет-наме» представлен как «Авар Забити Тучалав Бег», т. е. как «завоеватель Авара Тучалав Бек» Согласно описанию А. К. Бакиханова, Чопан был правителем, который в 1574 году владел «всем краем от границ Кайтага, Кюринского округа, Аварии, Черкесии и реки Терека до моря Каспийского» Тоже самое пишет и Н. Дубровин в своей книге «История войны и владычества русских на Кавказе»